# Иноскэ Хасибира
Иноскэ Хасибира (яп. 嘴平 伊之助 Хасибира Иносукэ) — персонаж аниме и манги «Истребитель демонов». Охотник на демонов, путешествующий в компании Камадо Тандзиро.
По словам редактора манги Катаямы Тацухико, автор манги Коёхару Готогэ с самых первых рассказов о предстоящем сёнэне говорил о четверых компаньонах Тандзиро. Так что точно неизвестно, менялась ли внешность персонажа со времен первой главы, также неизвестен порядок создания персонажей.

## Биография
Иноскэ бросила мать в лесу ещё в младенчестве, и мальчика воспитали дикие кабаны. Дед деревенского парня Такахару, к которому Иноскэ часто забегал с раннего детства, научил его человеческому языку. Всю жизнь жил в лесу на горе, пока не отправился в путешествие, чтобы стать сильнее, после чего случайно наткнулся на вершину горы Фудзикасанэ, где стал участником окончательного отбора истребителей демонов, став пятым победителем. После событий 20—27 глав манги и 11—14 серии аниме присоединяется к компании Тандзиро Камадо, Дзэницу Агацумы и Нэдзуко Камадо.

## Внешность
Иноскэ — парень, чаще ходящий с оголённым торсом, в тёмно-синих штанах, являющихся стандартной униформой истребителей демонов, закреплённых широким поясом из шерсти и оканчивающиеся такими же синими шерстяными носками с оголёнными пальцами и пятками. На лице Иноскэ носит светло-серую маску кабана. У него красивое, женственное лицо, тонкие брови, большие зелёные глаза с длинными ресницами и чёрные, переходящие в синий цвет волосы до плеч. Как подмечают другие персонажи, мягкие черты контрастируют с его мускулистой фигурой.

## Личность
Иноскэ вспыльчив и опрометчив, поэтому он часто влезает в драку с более сильными противниками, не задумываясь о последствиях. Он любит соревноваться и часто пытается спровоцировать своих товарищей — Тандзиро и Дзэницу — на поединок. Иноскэ вырос в горах один, и из-за этого ему сложно общаться с другими людьми, он не умеет читать и писать, плохо запоминает имена. Благодаря тому, что он стал охотником на демонов и обрёл друзей и союзников, Иноскэ научился уделять больше времени обдумыванию стратегий, анализу противника и оценке рисков, а также научился принимать помощь. Иноскэ мстителен, особенно когда страдают люди, о благосостоянии которых он заботится.
По мере развития сюжета Иноскэ всё больше и больше попадает под влияние Тандзиро. Он привыкает к привязанности и щедрости, учится признавать чужую силу, строить дружеские отношения с окружающими, но не перестаёт быть гордым. Он также начинает мыслить стратегически, вступая в бой, используя более разумную тактику, которую он перенял у более опытных убийц демонов. В нём также развиваются чувства сострадания и товарищества.

## Способности

### Естественные способности
Улучшенное чувство осязания — из-за того, что Иноскэ вырос в горах, его осязание просто феноменально. Он может чувствовать небольшие вибрации в воздухе и даже чей-то взгляд на себе, особенно если на него смотрят враждебно.
Устойчивость к отравлению — Иноскэ смог противостоять действию смертельного яда Шестой молодой луны — это означает, что у него мог выработаться иммунитет практически ко всем видам ядовитых веществ. Но, по словам Аой Кандзаки, его иммунитет также может помешать и действию любых антидотов.
Гибкость — Иноскэ чрезвычайно гибок: он способен перемещать суставы и изменять местоположение внутренних органов в своем теле по собственной воле.

### Искусство владения мечом
Дыхание зверя (яп. 獣の呼吸 Кэдамоно но кокю:) — дыхание, которое создал Иноскэ с помощью тренировок в горах. Сочетая это дыхание и улучшенное чувство осязания, он использует различные техники.